# アラビア半島
アラビア半島（アラビアはんとう、アラビア語: شبه الجزيرة العربية、単にアラビアとも）は、アジアとアフリカを繋ぐ場所に位置する西アジア南西の巨大な半島である。アラビア語では「アラブの島」「アラブの半島」を意味するジャズィーラト・アル＝アラブと呼ばれている。半島としての面積は世界最大である。漢字表記は亜剌比亜。

## 地理
紅海、アカバ湾、アラビア海、アデン湾、ペルシア湾、オマーン湾等に囲まれており、北の付け根はイラクとヨルダンにあたる。
アラビア半島はその面積の大部分が砂漠に覆われており、半島の中央から北部にかけてはダフナ砂漠およびナフド砂漠、南東にはルブアルハリ砂漠が広がっている。一方で半島南部から南東部にかけての沿岸地域は季節風の影響により農耕に適した温暖湿潤気候となっている。紅海沿いには南北に山脈が連なっており、最高峰は半島南西部のナビー・シュアイブ山で標高は3,666メートル。
政治的には、サウジアラビア、アラブ首長国連邦、カタール、オマーン、イエメンに分かれており、カタールとサウジアラビアの沖にバーレーンがある。サウジアラビアはアラビア半島の80%の面積を占めているが、その広大な国土の大部分は不毛な砂漠地帯であり、耕作地は全体のわずか1.4%にすぎない。

## アラビア語における名称
現代におけるアラビア語名称は شِبْهُ الْجَزِيرَةِ الْعَرَبِيَّةِ（sibh al-jazīra al-ʿarabīya, シブフ・アル＝ジャズィーラ・アル＝アラビーヤ, 意味は「アラビアの半島」「アラブの半島」。）（アラビア語での発音：shibhu-l-jazīrati-l-ʿarabīya(h), シブフ・ル＝ジャズィーラティ・ル＝アラビーヤ）である。
しかし元々の伝統的名称は  جَزِيرةُ العَرَبِ（jazirat al-ʿarab, ジャズィーラト・アル＝アラブ、意味は「アラブ人たちの島」「アラブ人たちの半島」）が長い間使われており、現代においても定冠詞を伴った اَلْجَزِيرَة（al-jazīra, アル＝ジャズィーラ）だけでアラビア半島を指すことが多い。
アラビア語の شِبْه جَزِيرَةٍ（sibh jazīra, ジブフ・ジャズィーラ）という用語は後代になって作られたもので、本来アラビア語では名詞 جَزِيرَة（jazīra, ジャズィーラ）が「島」「半島」「中洲」「川に囲まれた地域」を指すものだった。海に限らず川に囲まれた・川が周囲に多い場所を呼ぶことにも使われ、海に突き出た地形かどうかは問わないため اَلْجَزِيرَة（al-jazīra, アル＝ジャズィーラ）と呼ばれる地域は内陸部にも存在。シリア北部からイラクにかけて広がるティグリス川とユーフラテス川にはさまれたメソポタミア区域も同じく「アル＝ジャズィーラ」の名で通っている。
なお中世に刊行されたアラビア語辞典やクルアーン注釈書における定義によると、アラビア半島は「アラビア湾（ペルシア湾）と紅海、大河川ティグリス川・ユーフラテス川という水域によって各方角が囲まれた土地」となっている。

## アラビアの語源
「アラビア」という語は「アラブの土地」を意味する古代ギリシャ語に由来しており、「アラブ」という語は「アラビア語を母語とする者」という意味がある。しかし、これではトートロジーである。既にローマ帝国のときからアラビア属州という名前が存在することから、それより以前からこの地域はアラビアと呼ばれていたことになる。記録ではアッカド人が彼らのことをArabiと読んでいたことが知られており、最も古い物では紀元前853年のアッシリアの碑文に書かれた被征服民リストの中に「アラブの王」という用例が見られる。旧約聖書の創世記2章11節に出てくる「ハビラ」をアラビア半島とする説がある。

## 歴史
- 100万年前頃 アフリカ大陸のタンザニアを起源とするホモ・エレクトスがアラビア半島に定住し始める。シナイ半島を経由してアラビア半島の北側から侵入したグループと、紅海のバーブ・アルマンデブ海峡を渡りアラビア半島の南側から侵入したグループの2つのグループがいたとされる[6]。
- 7万年前頃 現生人類がアフリカ東部の突端アフリカの角からアラビア半島へ出アフリカを果たし[7]、その後全世界に拡散する。
- 2万4000年前頃 アラビア半島の多雨な時代が終わり乾燥化が始まる。
- 1万5000年前頃 アラビア半島が乾燥状態になる。
- 1万年前頃 旧石器時代に入る。多くの岩絵の遺跡が発見されている[8]。
- 紀元前4000年紀末 ペルシア湾岸でメソポタミア文明やインダス文明との交易で栄えたとされるディルムンの名が記録に現れる[9][10][11]。
- 紀元前3000年頃 アラビア半島で灌漑農業が始まる[12]。
- 紀元前2000年頃 ラクダを家畜化することに成功し、アラビア半島の人々が陸上交易の担い手として活躍する[13]。
- 紀元前1000年頃 鉄器時代に入る。アラビア半島南部では諸王国が立ち、乳木などの香料を生産してエジプトやエーゲ海地方に輸出し繁栄する[14]。
- 紀元前8世紀頃 史料に初めてアラビア半島の国家の名が現れる。その国はサバアと呼ばれ、ダムを利用した灌漑農業や香料の生産、エジプトからメソポタミア、インドに渡る海上貿易などによって経済的に豊かな国であったとされる[15]。
- 紀元前323年 アレクサンドロス3世によるアラビア遠征の計画が立てられるも、アレクサンドロス3世の急死により実現しなかった[14]。
- 紀元前2世紀頃 イエメンにヒムヤル王国が成立[16]。気候変動による乾燥化、エジプトによる海洋交易網の整備に伴う陸上交易の縮小などにより、南アラビアの諸国が衰退する[17]。
- 紀元前26年-25年 ローマ帝国によるアラビア遠征[14]。
- 1世紀後半から2世紀頃 ローマ帝国の迫害により追われたユダヤ人がアラビア半島に移住しはじめる[18]。
- 5世紀頃 商業発展し、マッカとヤスリブ（マディーナの旧称）を中心に栄える。
- 570年頃 マッカにイスラム教の開祖ムハンマド誕生。
- 622年 初期イスラム教団がマッカを離れ、本拠地をヤスリブに移す。ヤスリブは「預言者の町」を意味するマディーナ・アン＝ナビー（略称：マディーナ）に改名。これをヒジュラ（聖遷）と称する。この年をイスラムの暦であるヒジュラ暦（1年を354日とする太陰暦）の元年とする。
- 630年 ムハンマドのマッカ入城。ムハンマド率いるイスラム軍がアラビア半島統一。
- 632年 ムハンマド死去。初代正統カリフとしてアブー＝バクルが選出される。首都はマッカ。
- 661年 ウマイヤ朝成立。帝国の首都はマッカからウマイヤ家の本拠地ダマスカスに遷都。
- 10世紀後半 マッカを含む半島西部のヒジャーズ地方は、ファーティマ朝の保護下となる。
- 12世紀後半 アイユーブ朝建国。ヒジャーズ地方はアイユーブ朝の領土となる。

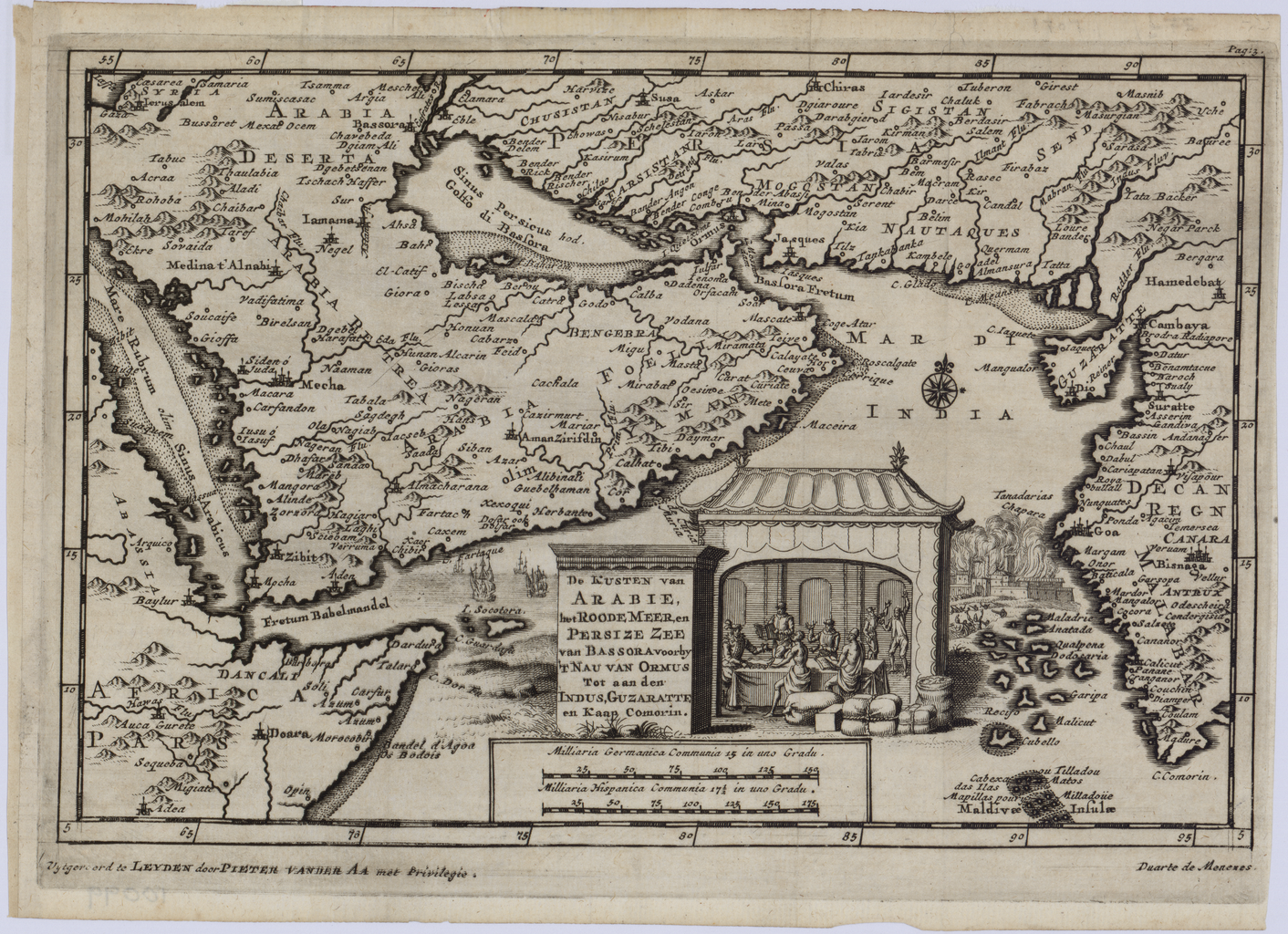
アラビア半島周辺を描いた1707年の絵図

- 1250年 マムルーク朝建国。ヒジャーズ地方はマムルーク朝の領土となる。
- 1517年 オスマン帝国のセリム1世、マッカ・マディーナの保護権獲得。
- 1802年 ワッハーブ王国がヒジャーズ地方に進出。
- 1818年 エジプト総督ムハンマド・アリーがワッハーブ王国を滅ぼす。
- 1824年 第二次サウード王国が建国。
- 1891年 第二次サウード王国が滅亡。オマーンがイギリスの保護国になる。
- 1902年 サウード家がリヤド奪還。サウード王国復興。
- 1915年 イギリスは来るべきアラブ反乱（アラブのトルコからの独立戦争）の支持を確約（フサイン＝マクマホン協定）。
- 1916年 アラブ反乱勃発。ヒジャーズ王国成立。
- 1918年 イエメン王国独立。
- 1920年 オスマン帝国はセーヴル条約により、ヒジャーズ王国の独立を承認。
- 1924年 トルコでカリフ制度が廃止されると、ヒジャーズ国王フサインがカリフを自称。しかし支持を得られず孤立。ヒジャーズ王は長男のアリー・イブン・フサインに王位を譲り隠遁する。
- 1925年 サウード家のイブン＝サウードがヒジャーズに侵攻。ヒジャーズ王国滅亡。
- 1931年 イブン＝サウードがヒジャーズ＝ネジト王国の建国を宣言。
- 1932年 ヒジャーズ＝ネジト王国がサウジアラビア王国に改称される。
- 1951年 ガワール油田が生産開始。サウジアラビア王国に莫大な富をもたらす。
- 1971年 バーレーン、カタール、アラブ首長国連邦、オマーンがイギリスから独立。
- 1991年 湾岸戦争勃発。
- 1996年 アルジャジーラ開局。
- 2010年 ブルジュ・ハリーファ竣工。